# سان مينغران
سان مينغران (بالصينية: 孙梦然) مواليد 16 يوليو 1992، هي لاعبة كرة سلة صينية. تلعب في الدوري الصيني لكرة السلة للسيدات كلاعب وسط. يبلغ طولها 6 قدم 5 بوصة (2.0 م). مثلت منتخب بلادها. شاركت في دورة الألعاب الأولمبية الصيفية سنة 2016.

## سجل المنافسة
شاركت في المنافسات التالية:
- الألعاب الأولمبية الصيفية 2016
- كأس العالم لكرة السلة للسيدات 2014

## روابط خارجية
- سان مينغران على موقع الاتحاد الدولي لكرة السلة (الإنجليزية)
- سان مينغران على موقع كرة السلة الأوروبية.كوم (الإنجليزية)
- سان مينغران على موقع سبورتس رفرنس (الإنجليزية)
- سان مينغران على موقع اللجنة الأولمبية الدولية (الإنجليزية)
- سان مينغران على موقع أوليمبيديا (الإنجليزية)
- سان مينغران على موقع اللجنة الأولمبية الصينية (الإنجليزية)